# 월터 힐러

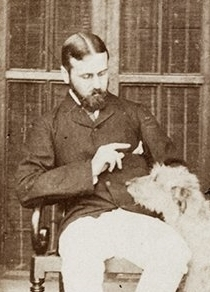
월터 힐리어

월터 케인 힐리어 경(Sir Walter Caine Hillier, 1849년 – 1927년 11월 9일)는 영국의 외교관, 학자, 작가, 중국학자이자 킹스 칼리지 런던의 중국어 교수였다.

## 어린 시절
월터 힐리어는 홍콩에서 태어났지만, 영국에서 베드퍼드 스쿨과 블런델 스쿨, 티버턴에서 교육받았다. 그의 아버지는 홍콩의 치안 판사이자:147 방콕의 영국 영사였던 찰스 배튼 힐리어였고, 그의 어머니 엘리자베스는 선교사 월터 헨리 메드허스트의 딸이었다. 그는 홍콩상하이은행에서 가장 존경받는 은행가 중 한 명이자 베이징 지점의 장기 지배인(1889년-1924년)이었던 에드워드 가이 힐리어의 형제였다.:163

## 외교 경력
- 1867년: 영사 서비스 임명 및 중국에서 통역사로 근무 (이후 다양한 승진)
- 1879년: 베이징의 중국어 담당 비서 보조 (1883년 해리 파크스 경을 수행하여 조선과의 조약 협상)
- 1885년: 중국어 담당 비서
- 1889년–1896년: 주한 총영사.[4]

## 이후 경력
힐리어는 1896년 10월에 은퇴했으며, 1901년 2월부터 4월까지 외교부의 대리 일등 서기관 직위로 중국 문제 특별 정치 담당관으로서 베이징 공사관에 파견되었다. 이는 중국 주둔 군 당국의 고문으로 임명되는 것을 포함했으며, 이때 그는 전쟁 공로를 인정받았다.
산하이관에는 의화단 운동 이후 중국인들에게 제공된 보호를 인정하여 힐리어와 영국군 장교를 기리는 돌 기념비가 세워졌다.
1904년부터 1908년까지 힐리어는 킹스 칼리지 런던에서 중국어 교수를 역임했다.
1908년부터 1910년까지 힐리어는 중국 정부의 고문으로 활동했으며, 특히 직례총독 시절 이홍장을 자문했다.

## 선택된 저서
- 중국어와 배우는 법: 초보자를 위한 교본 (1907)
- 베이징 구어의 영중 사전 (1910)
- 중국어 표기 알파벳 시스템에 대한 각서: 이 시스템의 타자기 및 라이노타입 또는 기타 조판기 및 조판기 적용 및 시각 장애인을 위한 점자 시스템 적용 (1927)

## 같이 보기
- 주한 영국 대사 목록

## 내용주
1. ↑  Norton-Kyshe, James William (1898). 《History of the Laws and Courts of Hong Kong》. London: T Fisher Unwin.
2. ↑  Hillier, Andrew (2016년 9월 22일). “Andrew Hillier reflects on Three Brothers in China: Visualising Family in Empire”. 《Visualising China》. 2019년 4월 24일에 확인함.
3. ↑  Pearl, Cyril (1967). 《Morrison of Peking》. Sydney,Australia: Angus & Robertson.
4. ↑  Addison, Henry Robert. (1901). Who's Who Vol. 53, p. 568 - 구글 도서; compare Note 12